# Mahmudiye (district)
Mahmudiye is een Turks district in de provincie Eskişehir en telt 9144 inwoners (2007). Het district heeft een oppervlakte van 678,2 km². Hoofdplaats is Mahmudiye.
De bevolkingsontwikkeling van het district is weergegeven in onderstaande tabel.
| 1997   | 2000   | 2007  |
| ------ | ------ | ----- |
| 10.617 | 10.132 | 9.144 |